# Glyptodonisia tomyris
Glyptodonisia tomyris är en insektsart som först beskrevs av Ronald Gordon Fennah 1969.  Glyptodonisia tomyris ingår i släktet Glyptodonisia och familjen Meenoplidae. Inga underarter finns listade i Catalogue of Life.